# Wereldkampioenschap schaatsen allround kwalificatie 2003 (Azië)
De kwalificatietoernooien voor de wereldkampioenschappen schaatsen allround 2003 voor Azië (officieus ook wel aangeduid als de Continentale kampioenschappen schaatsen) werden op 7 en 8 december 2002 op de ijsbaan Heilongjiang Indoor Rink te Harbin, China gehouden.
Vanaf de editie van 1999 was het aantal deelnemers aan het WK Allround door de Internationale Schaatsunie (ISU) op 24 deelnemers per toernooi (mannen en vrouwen) vastgesteld. De startplaatsen werd voortaan per continent verdeeld. Voor Europa werd het EK Allround tevens het kwalificatietoernooi voor het WK Allround. Voor de lidstaten van de ISU in Azië en Noord-Amerika & Oceanië werd er speciaal een kwalificatietoernooi voor georganiseerd.
Op het WK Allround 2003 was het aantal startplaatsen bij de mannen voor Azië vier en bij de vrouwen drie.

## Mannentoernooi
Er namen negen mannen aan de vierde editie deel. Vier uit Japan en China en één uit Zuid-Korea. De Japanner Toshihiko Itokawa werd de derde winnaar van dit toernooi. De vier startplaatsen gingen alle vier naar Japan. De als derde geëindigde Hiroki Hirako nam niet deel aan het WK Allround, zijn plaats werd door Kazuaki Kobayashi ingenomen, die op dit kampioenschap ontbrak.

### Eindklassement
| Rang   | Schaatser         | Land       | Punten  | 500m      | 5000m       | 1500m       | 10.000m      |
| ------ | ----------------- | ---------- | ------- | --------- | ----------- | ----------- | ------------ |
| Goud   | Toshihiko Itokawa | Japan      | 163,569 | 40,18 (7) | 6.48,26 (1) | 1.55,86 (3) | 14.38,87 (1) |
| Zilver | Takahiro Ushiyama | Japan      | 164,039 | 37,50 (1) | 7.05,60 (4) | 1.55,73 (2) | 15.08,07 (4) |
| Brons  | Hiroki Hirako     | Japan      | 164,324 | 38,76 (4) | 6.59,42 (2) | 1.56,09 (4) | 14.58,53 (2) |
| 4      | Takahiro Nozaki   | Japan      | 164,853 | 38,30 (2) | 7.04,54 (3) | 1.56,14 (5) | 15.07,73 (3) |
| 5      | Gao Xuefeng       | China      | 167,576 | 38,95 (6) | 7.11,40 (5) | 1.57,17 (6) | 15.28,60 (6) |
| 6      | Shen Peng         | China      | 168,345 | 38,92 (5) | 7.15,33 (6) | 1.58,94 (8) | 15.24,93 (5) |
| 7      | Ma Yongbin        | China      | 169,606 | 38,48 (3) | 7.31,28 (8) | 1.58,03 (7) | 15.33,11 (7) |
| -      | Mun Joon          | Zuid-Korea | 82,093  | diskw.    | 7.25,57 (7) | 1.52,61 (1) | -            |
| -      | Liu Tongyang      | China      | -       | nf        | ns          | -           | -            |

## Vrouwentoernooi
Er namen negen vrouwen aan de vierde editie deel. Vier uit Japan en China en één uit Zuid-Korea. De Japanse Maki Tabata werd voor de vierde keer de winnaar van dit toernooi. De drie startplaatsen gingen alle drie naar Japan. De als derde geëindigde Japanse Eriko Seo nam niet deel aan het WK Allround, haar plaats werd door Yuri Obara ingenomen, die op dit kampioenschap als achtste eindigde.

### Eindklassement
| Rang   | Schaatsster   | Land       | Punten  | 500m      | 3000m       | 1500m       | 5000m       |
| ------ | ------------- | ---------- | ------- | --------- | ----------- | ----------- | ----------- |
| Goud   | Maki Tabata   | Japan      | 170,364 | 40,76 (1) | 4.19,88 (1) | 2.02,48 (1) | 7.34,65 (2) |
| Zilver | Nami Nemoto   | Japan      | 171,923 | 41,67 (6) | 4.21,78 (2) | 2.04,76 (2) | 7.30,37 (1) |
| Brons  | Eriko Seo     | Japan      | 173,754 | 41,58 (5) | 4.25,79 (3) | 2.06,41 (5) | 7.37,40 (3) |
| 4      | Gao Yang      | China      | 173,787 | 41,01 (4) | 4.27,49 (5) | 2.06,88 (6) | 7.39,03 (4) |
| 5      | Wang Fei      | China      | 174,430 | 40,82 (2) | 4.30,45 (7) | 2.06,21 (4) | 7.44,65 (6) |
| 6      | Zhang Xiaolei | China      | 175,342 | 41,81 (7) | 4.26,03 (4) | 2.09,37 (8) | 7.40,71 (5) |
| 7      | Song Li       | China      | 176,448 | 40,89 (3) | 4.32,69 (8) | 2.05,82 (3) | 8.01,70 (8) |
| 8      | Yuri Obara    | Japan      | 177,506 | 42,45 (9) | 4.28,85 (6) | 2.08,47 (7) | 7.54,25 (7) |
| NC9    | Baek Eun-bi   | Zuid-Korea | 133,364 | 42,24 (8) | 4.33,41 (9) | 2.16,67 (9) | -           |